# 扬·克隆坎普
扬·克隆坎普（Jan Kromkamp，1980年8月17日—），荷蘭足球運動員，司職右閘，現己退役。

## 生平
高朗金早年主要效力荷蘭一些小型球會，比較著名的是AZ阿爾克馬爾。他是荷蘭名將雲巴士頓自2004年執教國家隊後被提拔的球員之一。當時同被提拔的計有史奈達、古治、迪奇利等等。而高朗金首場國際賽，是2004年8月18日對陣瑞典打和2-2的一場友賽。
2005-06年球季他轉到西班牙加盟在西甲維拉利爾。但因未能適應西甲打法，僅半季維拉利爾就以高朗金和利物浦的荷西美作球員交換，被交換至紅軍的高朗金未能站穩正選。結果在參加完2006年世界盃之後，重返荷蘭加盟PSV燕豪芬。

## 榮譽

### 利物浦
- 2006年 英格蘭足總盃冠軍

### PSV
- 2007年 荷甲冠軍